# All I Want for Christmas
All I Want for Christmas is een Amerikaanse kerstfilm uit 1991 onder regie van Robert Lieberman.

## Verhaal
Tiener Ethan O'Fallon en zijn zusje Hallie wonen in New York. Kerstmis nadert en beiden willen slechts één cadeau: dat hun gescheiden ouders Catherine en Michael weer bij elkaar komen. Terwijl Michael alleen woont in een loft, woont Catherine in het grote huis met haar nieuwe vriend Tony Boer, aan wie de kinderen een hekel hebben. Gezamenlijk beramen ze, tijdens kerstavond, een plan om hun ouders weer bij elkaar te brengen. Ondertussen wordt Ethan verliefd op zijn klasgenote, die ook betrokken raakt bij hun plan.

## Rolbezetting
| Acteur            | Personage                  |
| ----------------- | -------------------------- |
| Ethan Embry       | Ethan O'Fallon             |
| Thora Birch       | Hallie O'Fallon            |
| Harley Jane Kozak | Catherine O'Fallon         |
| Jamey Sheridan    | Michael O'Fallon           |
| Kevin Nealon      | Tony Boer                  |
| Andrea Martin     | Olivia                     |
| Lauren Bacall     | Grootmoeder Lillian Brooks |
| Amy Oberer        | Stephanie                  |
| Renée Taylor      | Sylvia                     |
| Leslie Nielsen    | Kerstman                   |

Erik von Detten heeft kleine rol als koorjongen.